# Vaporetto
Vaporetto, venecijanski pomorski autobus. Vaporetti su brodovi koji voze po dnevnom rasporedu i utvrđenim lokalnim linijama u Veneciji i obližnjim otocima (Lido, Murano, Burano) u laguni.
Ime, vaporetto, na talijanskom označava jedan brod koji služi za javni transport, vaporetti su množina te imenice. Inače to znači doslovno mali parobrod, jer su prvi venecijanski brodovi za prijevoz putnika bili na paru.
Vaporettima upravljava  Azienda Consorzio Trasporti Veneziana (ACTV), venecijansko poduzeće za javni prijevoz.
ACTV osigurava 24 satni prijevoz po kanalima Venecije, s različitom učestalošću, koje ovise o linijama. Najfrekventnija je linija 1, koja prometujje po Canal Grandeu između Piazale Roma i Trga sv. Marka. Nekoliko linija prometuju isključivo u ljetnom periodu od travnja do listopada.
ACTV prodaje dnevne karte koje vrijede za 12 odnosno 72 sata.

## Vanjske poveznice
- Službene stranice venecijanskog Vaporetta
- Prodaja karata za Vaporetto  Arhivirana inačica izvorne stranice od 6. siječnja 2009. (Wayback Machine)
- Raspored vožnje
- Raspored linija  Arhivirana inačica izvorne stranice od 3. rujna 2017. (Wayback Machine)